# ラジプロ!
ラジプロ!は、北海道放送（HBCラジオ）で、毎週土曜日 26:00 - 27:00（日曜日 2:00 - 3:00）に放送中のプロレス情報番組である。

## 概要
1993年10月に「週刊ラジオプロレス」（しゅうかんラジオプロレス）のタイトルで放送開始。当初は23:00からの放送であったが、徐々に放送時間は繰り下がり、曜日の変動もあった。2006年7月1日放送分より、略称として使われていた「ラジプロ!」にタイトル変更。
週刊プロレス（ベースボール・マガジン社発行）協力の下、プロレス界にまつわる様々な情報を伝えている。札幌・HBCスタジオでの収録のほか、東京でもレギュラー収録（録音取材）を行っており、現役レスラーのゲスト出演や、コーナーレギュラーとして登場する場合もある。
インターネットでも配信されており、番組ホームページから過去放送分も聴取できたが、2009年2月28日放送分より、ポッドキャスト配信に移行。直近回の番組を再編集したダイジェストを配信する形式に変更されている。

## パーソナリティ
- あらいけい（フリーのディレクター、当初は新井蛍、「週刊ラジオプロレス」開始時より出演）
- ドクター水上（産婦人科医、大日本プロレス・リングドクター）
- 春日萌花（女子プロレスラー・気象予報士、2021年3月28日放送まで・のちゲスト出演）
- 登坂栄児（大日本プロレス・代表取締役社長）

### 過去
- 今井良晴（当時マルプロ代表取締役、元全日本女子プロレス・リングアナウンサー）

以下は「週刊ラジオプロレス」時代
- 日野雅仁（当時リングパレス店長）
- ターザン山本（当時週刊プロレス編集長）

## テーマ曲
いずれも長津宏文。
- オープニング曲：光
- エンディング曲：大の字

## フロート番組
- 春日萌花のモカラジ!（東京での制作）
- お宝大行進（東京での制作）